# Gran consiglio del fascismo
Il Gran consiglio del fascismo fu il massimo organo del Partito Nazionale Fascista e, in seguito, anche il massimo organo costituzionale del Regno d'Italia.
Le sue sedute, che erano a porte chiuse, si tenevano solitamente a palazzo Venezia, Roma, sede dal giugno 1923 della Presidenza del Consiglio dei ministri.

## Storia
La sera del 15 dicembre 1922 Benito Mussolini convocò all'improvviso una riunione dei più alti dirigenti fascisti nella stanza dove alloggiava al Grand Hotel di Roma, dove si decise fra l'altro la trasformazione delle forze squadristiche nella MVSN, il principio del listone maggioritario per la legge elettorale e una proposta di Michele Bianchi.
Il Gran consiglio del fascismo fu poi istituito in maniera informale l'11 gennaio 1923 con un annuncio di Mussolini su Il Popolo d'Italia, quale organo supremo del Partito Nazionale Fascista, e tenne la sua prima seduta il 12 gennaio 1923.
Esistette come istituzione di fatto, fino a che divenne organo costituzionale del Regno con la legge 9 dicembre 1928, n. 2693, che lo qualificava come «organo supremo, che coordina e integra tutte le attività del regime sorto dalla rivoluzione dell'ottobre 1922».
Il 7 ottobre del 1938 il gran consiglio del fascismo approvò il decreto legge sulle discriminazioni razziali (promulgato il 17 novembre). Solo tre membri del consiglio si opposero alle leggi razziali: Italo Balbo, Luigi Federzoni e Emilio De Bono.
La sua attività si inaridì col tempo a causa della progressiva concentrazione dei poteri in mano a Mussolini, della burocratizzazione del PNF e soprattutto delle trasformazioni della forma e delle leggi dello Stato, che automatizzavano o abrogavano le procedure su cui doveva esprimersi. Cessò di avere funzioni effettivamente deliberative quando il 19 gennaio 1939 fu istituita la Camera dei Fasci e delle Corporazioni (non elettiva).
Dopo quattro anni e mezzo di inattività, tenne la sua ultima seduta dal pomeriggio del 24 fino alle 2:00 del 25 luglio 1943. Durante tale seduta fu approvato lo storico ordine del giorno Grandi, al quale seguì la caduta del governo di Mussolini e il suo arresto da parte dei carabinieri reali.
Fu soppresso da re Vittorio Emanuele III con regio decreto legge 2 agosto 1943, n. 706, entrato in vigore il giorno 5 dello stesso mese.

## Struttura
Il Gran consiglio era presieduto dal capo del governo primo ministro segretario di Stato, che aveva il potere di convocarlo e di stabilirne l'ordine del giorno; la carica fu ricoperta, per tutto il tempo in cui esistette il Gran consiglio, da Benito Mussolini. Segretario del Gran consiglio era il Segretario del Partito Nazionale Fascista.
Al momento della sua costituzione nel 1923 ne facevano parte di diritto:
- i ministri appartenenti al PNF,
- i sottosegretari alla Presidenza del consiglio e all'Interno,
- il presidente del gruppo parlamentare fascista,
- i membri della direzione del PNF,
- il direttore generale di P.S.,
- il segretario delle Corporazioni sindacali fasciste,
- il commissario straordinario delle Ferrovie,
- lo stato maggiore della MVSN,
- il capoufficio stampa della Presidenza del consiglio.

Nel 1926, nello statuto del PNF, si stabilì che ne facevano parte:
- i ministri,
- i sottosegretari alla Presidenza del consiglio, all'Interno e agli Esteri,
- i quadrumviri della marcia su Roma (Italo Balbo, Emilio De Bono, Cesare Maria De Vecchi e Michele Bianchi),
- i membri del direttorio del partito,
- il presidente dell'Istituto fascista di cultura,
- il presidente della Confederazione generale Enti Autarchici,
- il segretario generale dei Fasci all'estero,
- il comandante generale della MVSN,
- il presidente della confederazione fascista dei lavoratori,
- uno dei presidenti delle confederazioni dei datori di lavoro,
- rappresentanti dei senatori fascisti designati dal Duce.

Infine la legge 14 dicembre 1929, n. 2099, che sul punto aveva modificato la legge 2693/1928, stabilì che ne fossero membri di diritto:
- i quadrumviri della marcia su Roma,
- il Presidente del Senato del Regno,
- il Presidente della Camera dei deputati (dal 1939 Camera dei fasci e delle corporazioni),
- i Ministri degli affari esteri, dell'interno, di grazia e giustizia, delle finanze, dell'educazione nazionale, dell'agricoltura e foreste, delle corporazioni (dal 1935 anche della stampa e propaganda, dal 1937 della cultura popolare),
- il Presidente dell'Accademia d'Italia,
- il Presidente del Tribunale speciale per la difesa dello Stato,
- il segretario e i due vicesegretari del PNF,
- il Capo di stato maggiore della MVSN,
- i presidenti delle confederazioni nazionali fasciste e delle confederazioni nazionali dei sindacati fascisti dell'industria e dell'agricoltura.

Oltre ai suddetti membri di diritto potevano essere chiamati a far parte del Gran consiglio ulteriori componenti nominati con decreto del capo del governo, che duravano in carica un triennio, con possibilità di conferma, ma erano in ogni momento revocabili.

## Funzioni
Il Gran consiglio deliberava:

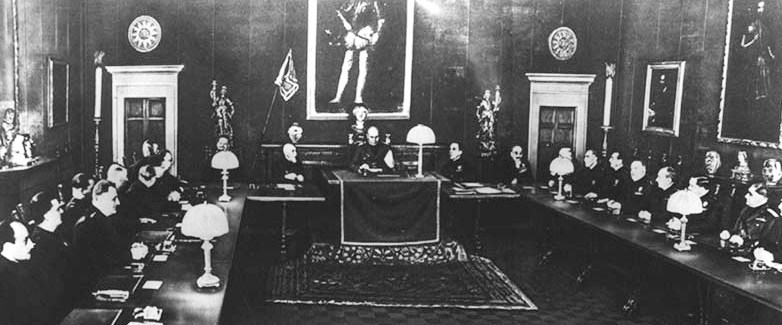
La seduta del Gran consiglio del 9 maggio 1936, in cui fu proclamato l'Impero

- sulla lista dei deputati da sottoporre al corpo elettorale (poi sostituiti dai consiglieri della Camera dei Fasci e delle Corporazioni);
- sugli statuti, gli ordinamenti e le direttive politiche del Partito Nazionale Fascista.

Oltre a tali funzioni deliberative, il Gran consiglio aveva funzioni consultive (la legge 2693/1928 lo definiva "consulente ordinario del Governo in materia politica"); i suoi pareri non erano vincolanti. Doveva essere sentito su "tutte le questioni aventi carattere costituzionale" (tra le quali la legge includeva: successione al Trono; attribuzioni e prerogative della Corona; composizione e funzionamento del Gran consiglio e delle due Camere del Parlamento; attribuzioni e prerogative del capo del Governo; facoltà del potere esecutivo di emanare norme giuridiche; ordinamento corporativo e sindacale; rapporti fra lo Stato e la Santa Sede; trattati internazionali che importino variazioni al territorio dello Stato e delle colonie).
Spettava infine al Gran consiglio formare e tenere aggiornate:
- la lista dei nomi da presentare al Re per la nomina del Capo del Governo Primo Ministro Segretario di Stato, in caso di vacanza dell'ufficio;
- la lista dei nomi delle persone idonee ad assumere funzioni di governo.

## Sedute del Gran Consiglio
- I riunione - Grand Hotel, 15 dicembre 1922
- II-III riunione - Grand Hotel, 12-13 gennaio 1923
- IV-VI riunione - Direzione del PNF, 12-14 febbraio 1923
- VII-IX riunione - Direzione del PNF, 12-14 marzo 1923
- X riunione - Direzione del PNF, 16 marzo 1923
- XI-XIII riunione - Palazzo del Viminale, 24-26 aprile 1923
- XIV riunione - 30 aprile-1º maggio 1923
- XV-XVII riunione - Palazzo Venezia, 12-14 luglio 1923
- XVIII-XXIII riunione - 16-21 luglio 1923
- XXIV-XXVIII riunione - 23-27 luglio 1923
- XXIX-XXX riunione - 12-13 ottobre 1923
- XXXI-XXXIV riunione - 12-15 novembre 1923
- XXXV-XXXVII riunione - 12-14 marzo 1924
- XXXVIII-XL riunione - 22-24 aprile 1924
- XLI riunione - 12 giugno 1924
- XLII-XLIV riunione - 22-24 luglio 1924
- XLV-XLVII riunione - 14-16 ottobre 1924
- XLVIII-L riunione - 12-14 novembre 1924
- LI-LII riunione - 20-21 novembre 1924
- LIII riunione - 25 novembre 1924
- LIV-LVI riunione - 12-14 gennaio 1925
- LVII-LVIII riunione - 22-23 gennaio 1925
- LVIX-LX riunione - 12-13 febbraio 1925
- LXI-LXIII riunione - 23-25 aprile 1925
- LXIV-LXVI riunione - 28-30 aprile 1925
- LXVII-LXX riunione - 5-8 ottobre 1925
- LXXI riunione - 3 gennaio 1926
- LXXII-LXXIV riunione - 24-26 giugno 1926
- LXXV riunione - 28 giugno 1926
- LXXVI-LXXVII riunione - 7-8 ottobre 1926
- LXXVIII riunione - 5 novembre 1926
- LXXIX-LXXX riunione - 6-7 gennaio 1927
- LXXXI-LXXXV riunione - palazzo Chigi, 7-11 novembre 1927
- LXXXVI-LXXXVIII riunione - 14-16 novembre 1927
- LXXXIX riunione - 30 gennaio 1928
- XC riunione - 2 febbraio 1928
- XCI riunione - 7 febbraio 1928
- XCII-XCV riunione - 17-20 settembre 1928
- XCVI-C riunione - 25 febbraio-1º marzo 1929
- CI riunione - 7 marzo 1929
- CII-CIII riunione - 8-9 aprile 1929
- CIV riunione - 30 settembre 1929
- CV-CVII riunione - 16-18 dicembre 1929
- CVIII-CXI riunione - 18-21 marzo 1930
- CXII riunione - 27 marzo 1930
- CXIII riunione - 29 marzo 1930
- CXIV riunione - 1º aprile 1930
- CXV riunione - 3 aprile 1930
- CXVI riunione - 8 aprile 1930
- CXVII-CXX riunione - 7-10 ottobre 1930

Guglielmo Marconi durante l'unica sessione del Gran consiglio a cui partecipò, il 9 maggio 1936

- CXXI-CXXIII riunione - 15-17 ottobre 1930
- CXXIV riunione - 21 ottobre 1930
- CXXV-CXXVIII riunione - 2-5 marzo 1931
- CXXIX-CXXX riunione - 1º-2 ottobre 1931
- CXXXI riunione - 6 ottobre 1931
- CXXXII-CXXXIII riunione - 7-8 aprile 1932
- CXXXIV riunione - 1º ottobre 1932
- CXXXV riunione - 5 novembre 1932
- CXXXVI riunione - 7 novembre 1932
- CXXXVII riunione - 12 novembre 1932
- CXXXVIII riunione - 21 novembre 1932
- CXXXIX riunione - 23 novembre 1932
- CXL riunione - 5 dicembre 1932
- CXLI riunione - 12 dicembre 1932
- CXLII riunione - 9 marzo 1933
- CXLIII riunione - 5 aprile 1933
- CXLIV riunione - 20 maggio 1933
- CXLV riunione - 22 maggio 1933
- CXLVI riunione - 25 maggio 1933
- CXLVII riunione - 31 maggio 1933
- CXLVIII riunione - 13 giugno 1933
- CXLIX riunione - 5 dicembre 1933
- CL-CLII riunione - 7-9 dicembre 1933
- CLIII riunione - 1º marzo 1934
- CLIV-CLVI riunione - 14-16 febbraio 1935
- CLVII riunione - 16 novembre 1935
- CLVIII riunione - 18 novembre 1935
- CLIX riunione - 18 dicembre 1935
- CLX riunione - 20 dicembre 1935
- CLXI riunione - 1º febbraio 1936
- CLXII riunione - 4 febbraio 1936
- CLXIII riunione - 9 maggio 1936
- CLXIV riunione - 18 novembre 1936
- CLXV-CLXVII riunione - 1-3 marzo 1937
- CLXVIII riunione - 6 marzo 1937
- CLXIX riunione - 8 marzo 1937
- CLXX riunione - 11 dicembre 1937
- CLXXI-CLXXIII riunione - 10-12 marzo 1938
- CLXXIV riunione - 14 marzo 1938
- CLXXV-CLXXVII riunione - 6-8 ottobre 1938
- CLXXVIII riunione - 18 ottobre 1938
- CLXXIX riunione - 26 ottobre 1938
- CLXXX riunione - 30 novembre 1938
- CLXXXI riunione - 4 febbraio 1939
- CLXXXII riunione - 10 febbraio 1939
- CLXXXIII riunione - 15 febbraio 1939
- CLXXXIV riunione - 21 marzo 1939
- CLXXXV riunione - 13 aprile 1939
- CLXXXVI riunione - 7 dicembre 1939
- CLXXXVII riunione - Palazzo Venezia, 24-25 luglio 1943

## Giudizio storico
«Il fascismo ha prodotto dei tribuni, dei condottieri, dei capi politici come Dino Grandi, Italo Balbo eccetera; bisogna creare per costoro una istituzione nuova che li ponga al culmine del potere, che illustri la loro gloria. Nasce così il Gran Consiglio del fascismo» che però, per Giorgio Bocca,  aveva delle potenzialità istituzionali dirompenti - mercé le sue competenze nella scelta dinastica - che Mussolini avrebbe lasciato consapevolmente sulla carta.